# Skørping
Skørping er en stationsby i Himmerland med 3.076 indbyggere  (2024). Byen hører til Rebild Kommune og er beliggende i Region Nordjylland. Byen ligger i den nordlige ende af Rold Skov og er næsten omgivet af skov på alle sider. Skørping har to kirker, nemlig Skørping Nykirke der ligger inde i selve byen og Skørping Kirke, der findes to kilometer mod nord i landsbyen Gammel Skørping. Begge kirker er beliggende i Skørping Sogn.
Et par kilometer vest for byen ligger den lille by Rebild med Rebild Bakker og halvanden kilometer syd for Skørping finder man Den Jyske Skovhave, der er en indhegnet skov med ca. 125 forskellige træarter og buske. Lille Blåkilde ligger ca. to kilometer i nordvestlig retning og er med sine 150 m3 vand pr. sekund, Danmarks vandrigeste kilde.
Navnet Skørping kom fra den nærmest beliggende landsby nogle kilometer nordpå. Landsbyen blev herefter omdøbt til "Gl. Skørping".

## Historie
Skørping blev dannet i løbet af 1860'erne og hed oprindelig "Skørping Stationsby". I 1900-tallet skiftede den navn til Skørping.
Skørping er en ung by, hvis udvikling startede med anlægget og åbningen af Skørping Station på Randers-Aalborg Jernbane i 1869. Når der blev etaberet en station netop her, skyldes det formentlig, at der her eksisterede en flad strækning, hvor lokomotiver kunne komme i gang igen efter at have fået nye forsyninger af kul og vand. Før 1869 var der kun en enkelt gård, Sverriggård, som lå,hvor torvet ligger i dag. Samme år, som stationen blev opført, blev Sverriggård overtaget af en købmand fra Ålborg. Fra 1890-erne udviklede stationsbyen sig hurtigt: der opførtes et mejeri (fra 1900 andelsmejeri), skole og et savværk, i 1894 et missionshus, i 1897 opførtes et vandværk, i 1900 en telefoncentral, i 1905 blev der bygget et tuberkulosehospital i skoven vest for Skørping station, i 1906 oprettedes Skørping Bank, 1 1907 et cementstøberi, i 1909 en imprægneringsanstalt, i 1912 blev Rebild Nationalpark åbnet, og der blev bygget hotel og etableret butikker samt servicevirksomheder, i 1913 anlagdes et elektricitetsværk, i 1914 fik byen egen kirke. Dermed kom der en række veluddannede embedsmænd til byen, og byen blev mere attraktiv at bosætte sig i.
I 1875 beskrives forholdene således: "Skjørping med Kirke, Præstegaard, Skole og Jernbanestation".
Omkring århundredeskiftet omtales forholdene således: "Skjørping med Kirke, Præstegd., 2 Skoler (den ene i Skjørping Stationsby), Missionshus (opf. 1894 i Stationsbyen), Bolig for Skovkassereren i Buderupholm Skovdistr., Fællesmejeri, Købmandsforretninger, Maltgøreri, Vandværk, Mølle, Gæstgiveri, Markedsplads (5 Markeder i Jan., Feb., Marts, Juni og Juli med Heste og Kvæg, 2 i April og Maj med Kreaturer, og 4 i Sept., Okt., Nov. og Dec. med Kvæg og Faar), Jærnbane-, Telegraf- og Telefonstation samt Postekspedition".

## Indbyggertal
| År   | Antal indbyggere |
| ---- | ---------------- |
| 1906 | 559              |
| 1911 | 675              |
| 1916 | 925              |
| 1921 | 1.085            |
| 1925 | 1.109            |
| 1930 | 1.151            |
| 1935 | 1.223            |
| 1940 | 1.150            |
| 1945 | 1.193            |
| 1950 | 1.259            |
| 1955 | 1.289            |
| 1976 | 1.972            |
| 1981 | 2.016            |
| 1990 | 2.051            |
| 1997 | 2.068            |
| 2000 | 2.338            |
| 2004 | 2.610            |
| 2006 | 2.695            |
| 2007 | 2.725            |
| 2008 | 2.785            |
| 2009 | 2.835            |
| 2010 | 2.860            |
| 2011 | 2.875            |
| 2012 | 2.875            |
| 2013 | 2.872            |

### I Skørping findes desuden
Skørping KulturStation og Skørping Hospital der med sin mægtige hovedbygning har karakter af et slot.

## Galleri
- Skørping Nykirke
- Skørping Vandtårn
- Hotel Rebild Park
- Det Gamle Posthus
- Det Gamle Posthus set forfra
- Skørping Station
- Skørping Stationsbygning
- Gadeparti fra Skørping